# Kara Thrace
Kara "Scorpion" Thrace ("Starbuck" in originale) è un personaggio immaginario dell'universo di Battlestar Galactica, interpretato da Katee Sackhoff nella miniserie e nella serie televisiva omonima. È il corrispondente femminile del Tenente Scorpion della serie televisiva originale. Fa parte dell'equipaggio del Galactica, in qualità di pilota di viper. Nel doppiaggio italiano il suo nome di battaglia è Scorpion, mentre nell'originale inglese è Starbuck.
La sua prima apparizione avviene nella miniserie: trovandosi in servizio sul Galactica sfugge all'attacco dei Cyloni che distrugge le Dodici Colonie. Nel corso della prima stagione ha il grado di tenente; nella seconda stagione viene promossa a capitano dall'Ammiraglio Helena Cain, e per un breve periodo è anche il CAG (capo piloti) della flotta militare.

## Personalità
Kara è un personaggio dal carattere molto forte e poco incline a seguire le regole e la disciplina che il suo ruolo le imporrebbe. Già nella miniserie si ha sentore di questo suo spirito, quando durante una partita a carte, colpisce con un pugno il colonnello Saul Tigh, Ufficiale Esecutivo (secondo in comando) della Galactica. Per questo viene rinchiusa in cella fino all'attacco dei Cyloni.
Vivendo in un ambiente militare il comportamento è piuttosto mascolino: fuma il sigaro, gioca a carte, beve alcolici abbondantemente. In rare occasioni la si vede fuori dalla divisa militare.
A dispetto di questa immagine il forte carattere affascina dapprima il dottor Gaius Baltar, poi il leader della Resistenza Samuel T. Anders che diventa tra la seconda e la terza stagione suo marito. Entrambi però devono vedersela con il forte legame che ha da sempre con il Capitano Lee Adamo.
Il suo spirito libero si riversa anche nelle sue capacità di volo. Da più parti viene indicata come il miglior pilota di Viper. La sua padronanza delle tecniche di volo la spingono a missioni al limite dell'impossibile, tanto da portarla a pilotare un Raider Cylone e un prototipo di aereo invisibile al DRADIS, simile ad un Blackbird.
È devota agli dei di Kobol, dei quali tiene delle statuine nel suo armadietto.

## Biografia

### Prima dell'attacco
Kara era intenzionata a diventare una giocatrice professionista di Pyramid, ma un incidente al ginocchio le ha chiuso la carriera. Per questo motivo e per fuggire dai ricordi di un'infanzia di abusi si arruola nell'esercito.
Nella prima parte della prima stagione viene fatto riferimento a questi abusi (nell'episodio Minaccia Nucleare) e a parlarne è il cylone Leoben, che tuttavia non entra nei dettagli. Nell'episodio Il sentiero del destino il passato di violenze viene confermato da Numero Quattro che rileva come tutte le dita su entrambe le mani di Kara abbiano segni di vecchie fratture sempre negli stessi punti. L'argomento non viene più approfondito fino all'episodio Tragico epilogo dove viene infine rivelato che la madre di Kara l'aveva punita mettendole le dita nella fessura della porta, chiudendola poi di scatto. La madre aveva servito nei Marine, durante la prima Guerra Cylone, con il grado di Sergente Maggiore, mentre Kara è la prima della famiglia a diventare un'ufficiale.
Come istruttore di volo alla Scuola di Volo delle Colonie incontra e si innamora di uno dei suoi allievi, Zak Adamo. Nonostante Zak non cercasse alcun trattamento di favore da lei, Kara per non ferirlo, lo fa passare all'esame di Volo Base. Quando Zak, nella sua prima missione, ha un incidente e muore, Kara porta silenziosamente con sé il senso di colpa per la sua leggerezza. Poco dopo l'incidente Kara viene contattata dal Comandante Adamo, padre di Zack, che la vuole sotto il suo comando.

### Miniserie
Nella prima parte della miniserie si vede Kara che svolge la sua vita sulla Galactica che sta per essere trasformata in un'astronave museo: corre lungo i corridoi, gioca a carte con i commilitoni. In una di queste partite ha uno scontro fisico con un suo superiore, il Colonnello Tigh, che la fa rinchiudere in cella, promettendole di deferirla alla corte marziale. A seguito dell'attacco alle colonie Kara viene rilasciata e mandata in battaglia.
Scorpion mantiene il segreto riguardante la morte di Zak dentro di sé, per lo meno fino all'attacco alle Dodici Colonie. Quando pensando di stare per morire e volendosi alleggerire la coscienza rivela la sua leggerezza a Lee.

### Prima stagione
Nel corso della prima stagione Kara continua il suo lavoro di pilota di Viper durante i ripetuti attacchi dei Cyloni. A seguito di un incidente sul ponte della manutenzione, nel quale muoiono tredici piloti, Scorpion viene incaricata dal Comandante Adamo di riprendere il suo ruolo di istruttore di volo alla ricerca di nuovi piloti. Tormentata dal senso di colpa per la morte di Zak e impaurita dalla responsabilità congeda tutti i candidati adducendo la loro incapacità. Ammette in seguito il suo segreto al Comandante Adamo che, tradito e furioso, le ordina di riprendere l'addestramento con i piloti da lei esonerati e di andarsene dalla stanza finché può ancora farlo.
Poco dopo, in una missione di addestramento, i piloti cadono in un'imboscata dei Cyloni. Kara decide di coprire la ritirata, pur sapendo che molto probabilmente si farà uccidere. Al termine della battaglia il suo Viper viene pesantemente danneggiato. Il tenente riesce a eiettarsi e a paracadutarsi su un vicino satellite desertico. Kara viene dichiarata Dispersa in azione ma Adamo organizza un'operazione di salvataggio che impegna tutta la Galactica, lasciando scoperta la Flotta Coloniale.
Sulla superficie Scorpion soffre per la rottura di un ginocchio e il suo ossigeno comincia a scarseggiare. Trascinandosi, poco prima che la flotta effettui il salto, scopre un Raider Cylone ed è in grado di capirne i comandi e manovrarlo tornando alla Flotta.
A causa del ginocchio è costretta a seguire le azioni militari dal ponte di comando. Per la prima volta incontra il Cylone Leoben che le preannuncia un destino speciale e la scoperta di Kobol.
Sfruttando la sua fede negli Dei il Presidente Laura Roslin (in forte disaccordo con l'ammiraglio) la incarica di tornare su Caprica per recuperare la Freccia di Apollo, un oggetto religioso che le Scritture dicono puntare la strada verso la Terra. Kara accetta e di conseguenza Adamo accusa la Roslin di averla indotta all'ammutinamento. Con un colpo di Stato viene messa fine alla presidenza di Laura Roslin, lasciando la flotta sul baratro della guerra civile.
Nel frattempo, su Caprica, Kara si scontra con Numero Sei ma riesce a recuperare la Freccia di Apollo. Incontra infine Karl Agathon e Sharon Valerii. In questo modo Kara capisce che Sharon è un Cylone, ma Helo non le permette di ucciderla, poiché porta in grembo suo figlio. Dopo il furto del Raider da parte di Sharon, Kara e Helo si ritrovano a vagare per le strade di una Caprica nuclearizzata.

### Seconda stagione
Kara e Helo, senza mezzo di trasporto per ritornare sulla Galactica, vagano per le strade di Caprica, fino a raggiungere la vecchia casa di Kara. Qui i due trovano una po' di riposo e Kara inizia a parlare della sua casa, della sua vita precedente all'attacco e del perché si è arruolata. Gli ufficiali trovano una Jeep e si avventurano alla ricerca di un'astronave che li ricongiunga alla Flotta. Durante una sosta si imbattono in Samuel T. Anders, ex giocatore di Pyramid e leader della resistenza su Caprica.
Durante un'imboscata Kara viene colpita alla milza e si risveglia in un letto d'ospedale. Qui scopre di essere tenuta prigioniera in una "Fattoria", un edificio dove i Cyloni stanno sperimentando la creazione di ibridi umano-cyloni. Scorpion riesce a scappare.
Recuperata la Freccia saluta Anders, promettendogli di tornare per salvarlo e insieme a Sharon (che nel frattempo ha deciso di tradire i Cyloni) e Helo tornano verso la Flotta a bordo di un Raider, promettendo di ritornare a salvare gli umani ancora vivi su Caprica.
Al suo ritorno viene organizzata una spedizione su Kobol alla ricerca della Tomba di Atena dove, grazie alla freccia, sarà indicata la via per raggiungere la Terra.
Al rientro da Kobol la Flotta coloniale incontra la base stellare Pegasus, comandata dall'ammiraglio Cain, che fidandosi dell'istinto di Kara la promuove a capitano e a CAG della Pegasus. Lo scopo di Kara, appoggiata dalla Cain, è quello di ritornare su Caprica per recuperare i sopravvissuti e soprattutto Anders. Adamo intanto le ordina di uccidere Cain in quanto pericolosa per la flotta; Kara però emotivamente sopraffatta, non riesce. Quando l'ammiraglio viene uccisa da un cylone, tuttavia, la speranza di tornare su Caprica si fa più remota.
Scorpion è afflitta dai sensi di colpa, e dal pensiero che Anders, per cui prova un forte sentimento, sia morto o lo sarà presto. La sua condizione psicologica diventa pericolosa per sé stessa e per il ruolo che ricopre. La tensione con Lee cresce: da una parte è preoccupato per il comportamento autodistruttivo di Kara, dall'altro è geloso del suo sentimento verso Anders. Il culmine di questa situazione sia ha quando Kara colpisce Lee accidentalmente durante un'operazione di salvataggio di ostaggi.
Dopo la promozione di Lee a Maggiore e a Comandante della Pegasus Scorpion diventa il nuovo CAG del Galactica.
Nelle ultime puntate della stagione viene finalmente organizzata una missione di soccorso per recuperare i superstiti di Caprica. Scorpion guida un gruppo di Raptor che atterrano sul pianeta. Solo dopo ore di battaglia con i Cyloni il gruppo riesce a fuggire e a fare ritorno sul Galactica, accompagnato da Anders. Nel frattempo un nuovo pianeta abitabile viene scoperto, e il nuovo Presidente Gaius Baltar decide di stanziare la flotta in modo permanente.
Con un salto temporale la fine della seconda stagione si conclude con Kara, in abiti civili, e sposata con Sam che vive su New Caprica. Dopo più di un anno di silenzio però i Cyloni raggiungono New Caprica. In una delle scene finali Leoben, cylone ossessionato da Scorpion, entra nella capanna di Anders e gli chiede dove si trova Kara Thrace.

### Terza stagione
All'inizio della terza stagione Kara si ritrova prigioniera di Leoben. In una cella della prigione di New Caprica, arredata come fosse un normale appartamento, Leoben instaura una sorta di vita domestica, alla quale però Kara si ribella, uccidendolo più volte. Grazie alla capacità di download Leoben torna ripetutamente e in una occasione porta una bambina, Kacey. Leoben fa credere a Kara che sia sua figlia, nata grazie al prelievo delle ovaie nella "Fattoria" dopo il ferimento nella Caprica occupata. Kara, dapprima riluttante, si affeziona poi alla bambina, soprattutto quando essa subisce un incidente in casa.
Dopo il salvataggio della flotta da parte di Adamo, ricongiuntasi con la Galactica, Kara scopre però di essere stata ingannata: Kacey non è sua figlia ma una bimba rapita dai Cyloni. Questa notizia, insieme all'esperienza su New Caprica, la spingono a un comportamento autodistruttivo. Lee non può fare altro che revocarle lo stato di volo e Kara passa il tempo con il colonnello Tigh, bevendo, giocando a carte e minando il morale dell'equipaggio. 
L'esperienza di Kara con Leoben, così come i fantasmi del passato, tornano a tormentare Kara. Ha degli incubi che coinvolgono sia Leoben che il maṇḍala che sarebbe connesso al suo destino speciale. Interpella un oracolo per capire il significato di questi sogni e le viene detto che Leoben la conosce molto più di quanto lei non conosca sé stessa.
Durante una ricognizione vede un Raider e lo insegue fino a un'area in cui è presente una tempesta stellare che ha la forma del mandala che perseguita Kara. Entra nell'occhio ma è costretta ad abbandonare la missione prima che il Viper esploda. Di fatto poi non vengono trovati danni sul Viper né tracce della presenza del Raider sulla telecamera di bordo.
Adamo è preoccupato per la condizione di Kara, ma lascia a Lee decidere se lasciarla a terra o meno. Apollo decide di darle un'altra chance, ma durante un pattugliamento Kara vede ancora un Raider e lo insegue. Questa volta Kara non abbandona la missione e in uno stato di apparente dormiveglia in cui ha visioni di Leoben e della madre, che le parlano del proprio "destino", Kara si rende conto che deve arrivare fino in fondo. Apollo assiste impotente all'esplosione del Viper di Kara.
Nel cliffhanger finale Scorpion riappare a bordo di un Viper e affianca Apollo in volo. Dice a Lee di stare tranquillo e che ha trovato la strada per raggiungere la Terra.

### Quarta stagione
Kara torna nella quarta stagione credendo di essere stata in volo solamente per sei ore ma Sam le dice che era scomparsa da due mesi. L'equipaggio è molto scettico sul suo ritorno, tranne Lee che invece la accoglie con un lungo abbraccio, pronto anche ad accettare un'eventuale natura cylona di Kara.
Il suo ritorno non è visto di buon occhio dai suoi amici e colleghi, nessuno crede che sia veramente lei e la sua frustrazione aumenta, anche perché il Presidente Roslin non vuole seguire l'intuizione di Kara, credendo sia una trappola dei Cyloni. La flotta si muove seguendo le indicazioni della Roslin, ma Kara sente che si stanno allontanando dalla rotta per raggiungere la Terra. Cerca di convincere Adamo a seguire le sue intuizioni ma trova un diniego e pensando che questo sia dovuto a un coinvolgimento sentimentale, tra Adamo e la Roslin, capace di influenzare la capacità di giudizio dell'Ammiraglio, Kara sentendosi perduta compie un gesto estremo, infilandosi nella camera della Roslin e puntandole una pistola.
Dopo un aspro confronto Kara porge l'arma alla Presidente e le intima di sparare se crede sia un Cylone. La Roslin spara ma manca il bersaglio, così Kara viene catturata e messa in cella. Un ulteriore scontro con Adamo non fa che peggiorare le cose e sembra che sia messa la parola fine alle sensazioni di Kara sulla rotta verso la Terra. Adamo tuttavia non vuole lasciare nulla di intentato e si è sempre fidato di Scorpion, quindi ripensa alla faccenda e decide di assegnare a Kara il comando di una missione segreta sulla nave Demetrius in cui il secondo ufficiale sarà Helo.
A comando della Demetrius, alla ricerca della Terra, Kara si ritrova in attrito con la sua stessa ciurma e i suoi ordini, spesso confusi e contraddittori, fanno dubitare della sua capacità di comando. Con soli due giorni di missione rimasti fino al previsto ricongiungimento con la flotta, il suo comando è ulteriormente compromesso a causa del suo rifiuto di spiegare le proprie azioni e la decisione di portare sulla Demetrius Leoben, recuperato mentre vagava a bordo di un Raider danneggiato. La situazione si fa ancora più tesa quando si trova a dovere prendere la decisione se credere a Leoben o non fidarsi. Questo comporta l'accrescere della tensione fino all'ammutinamento dell'equipaggio, durante il quale Gaeta viene ferito a un ginocchio da Samuel. Kara riconosce i suoi errori e riesce a convincere gli altri a fare un sopralluogo presso la Base dei Cyloni, durante il quale trova effettive tracce della guerra intestina e incontra anche l'ibrido che le rivela: "tu sei il messaggero di morte, Kara Thrace. Li porterai tutti alla loro fine". Questo monito ricorda quanto detto dal primo ibrido a Kendra Shaw in Razor.
La Demetrius rientra nella flotta e dopo l'arrivo sulla Terra (grazie all'aiuto di Scorpion e dei quattro Cyloni a bordo del Galactica) la delusione è forte. Kara e Leoben cercano il dispositivo che li ha condotti fino a lì, ma scoprono anche i resti di un Viper all'interno del quale trovano un corpo carbonizzato con i capelli biondi, e lo stesso numero di matricola di Kara sulla piastrina. Leoben, nonostante avesse sempre predetto per Kara un destino speciale, rimane sconvolto dalla scoperta. Kara decide di cremare quello che crede essere il proprio cadavere.
Da questo momento Scorpion cerca di capire cosa le è successo e soprattutto cos'è; sarà lei, grazie alle note di una canzone che suo padre le aveva insegnato da piccola, che riuscirà a trovare le coordinate per raggiungere il sogno di un posto dove ricominciare, cioè una nuova Terra. La parte che copre dopo avere scoperto la sua morte, anche se non apertamente svelata, è quella di un "messaggero divino" o un "Angelo". Così come è riapparsa, svanirà nel nulla.
Nell'ultimo episodio della stagione Scorpion, compiuto il suo destino, scompare. Lee le dice che non verrà mai dimenticata.
Kara "Starbuck" Thrace rimane ancora un affascinante punto interrogativo della serie.

## Casting
Quando i produttori annunciarono la loro volontà di introdurre nel cast versioni femminili di Starbuck e Boomer, ci fu un responso piuttosto negativo da parte dei fan, in particolare nel caso di Starbuck, a causa dell'enorme popolarità del personaggio. Ronald D. Moore dichiarò in un'intervista: "Quando i fan vennero a sapere che Starbuck sarebbe stata una donna, era come se non ci sarebbe mai stato un confronto positivo con i fan riguardo all'argomento. Abbiamo deciso di non interessarcene.". Moore spiega così il cambio di sesso: "Facendo diventare Starbuck una donna era un modo per evitare quello che sarebbe stato un pilota "canaglia" combinato con lo stereotipo del cuore d'oro".
I produttori cercavano per il ruolo di Starbuck un'attrice sui 35 anni che sapesse mostrare un atteggiamento duro e un'attitudine militare. Katee Sackhoff non era proprio la persona che avevano immaginato per il ruolo, avendo solamente 23 anni, ma i produttori furono molto impressionati dalle sue doti recitative. Il regista Micheal Rymer spiega: "Quando Katee entrò la mia prima reazione fu È la migliore attrice per il ruolo, ma è troppo femminile. Katee Sackhoff ammette: "Fino ad allora avevo solamente interpretato la stereotipica parte della bionda. Fu veramente un grande cambiamento per me. Mettevo i tacchi alti e i vestiti. Ero una perfetta "girly girl". Ora le persone in palestra mi evitano.".
Il produttore esecutivo David Eick racconta:
"Ero a casa, guardando video di vecchie audizioni, lamentandomi per il fatto di non avere ancora un'attrice per la parte di Starbuck. Era il ruolo più chiacchierato. Jenny, mia moglie, capitò nella stanza proprio mentre Katee stava leggendo e in modo brusco disse Qual è il tuo problema? È lei! E io Veramente?. Abbiamo richiamato Katee e finalmente capii che aveva ragione".
Il produttore esecutivo Ronald D. Moore scrisse: "Katee fece il provino per il ruolo di Starbuck con moltissime altre attrici e le ha semplicemente spazzate via. Siamo stati fortunati".
Katee Sackhoff ebbe una reazione complessa con il ruolo di Starbuck: "All'inizio ero giovane, ero stupida", dichiara Sackhoff. "Mi sono lasciata condizionare dal fatto che la gente mettesse in dubbio la capacità di una donna di interpretare un ruolo maschile. "I fan, contrari al casting di una donna per un ruolo così popolare, espressero il loro disappunto durante la produzione della miniserie e Sackhoff ricevette una minaccia di morte prima di cominciare a girare. Durante il Comic-Con di San Diego del 2004 l'attrice accolta con i fischi. "Mi fischiarono contro. È stato piacevole. A quel punto avevo visto la miniserie e sapevo di avere fatto un buon lavoro. Avevo fiducia in me stessa. Non mi importava più.".

## Critica
Nonostante la reazione negativa iniziale, anche da parte dell'attore Dirk Benedict, che aveva interpretato il personaggio nella serie originale, la Starbuck di Katee Sackhoff è diventata uno dei personaggi più acclamati dello show.
L'interpretazione di Sackhoff ha ricevuto numerose critiche positive. Il giornalista Jeff Jensen di Entertainment Weekly ha scritto: "Sackhoff ha delineato nuovi standard televisivi dell'eroina d'azione, combinando disinvoltura e complessità psicologica del personaggio. "Starbuck
La giornalista Mary McNamara del Los Angeles Times elogiò Sackhoff per avere creato uno dei più favolosi personaggi femminili della storia della televisione.
Nel 2005 Sackhoff vinse un Saturn Award come miglior attrice TV. 'Slate' magazine ha indicato Starbuck come una delle ragioni per cui aspettavano impazientemente il ritorno della serie nell'autunno del 2007.